# 400 Degreez
400 Degreez è il terzo album in studio del rapper statunitense Juvenile, pubblicato il 3 novembre 1998.
Il disco è stato certificato quattro volte disco di platino dalla RIAA nel dicembre 1999.

## Tracce
1. Intro (Big Tymers) (feat. Mannie Fresh) – 2:12
2. Ha – 4:52
3. Gone Ride with Me – 4:23
4. Flossin' Season (feat. Big Tymers, B.G. & Lil Wayne) – 4:33
5. Ghetto Children – 4:05
6. Follow Me Now – 3:55
7. Cash Money Concert (Skit) – 0:51
8. Welcome 2 Tha Nolia (feat. Turk) – 5:51
9. U.P.T. (feat. Hot Boys & Baby) – 4:17
10. Run For It (feat. Lil Wayne) – 4:45
11. Ha (Hot Boys Remix) (feat. Hot Boys) – 4:25
12. Rich Niggaz (feat. Lil Wayne, Mannie Fresh, Turk & Paparue) – 5:03
13. Back That Azz Up (feat. Mannie Fresh & Lil Wayne) – 4:25
14. Off Top (feat. Big Tymers) – 3:50
15. After Cash Money Concert (Skit)) – 1:19
16. 400 Degreez – 4:15
17. Juvenile On Fire – 4:57
18. Ha (feat. Jay-Z) (Remix) – 4:25

## Classifiche

### Classifiche settimanali
| Classifiche (1999) | Posizione massima |
| ------------------ | ----------------- |
| Stati Uniti        | 9                 |

### Classifiche di fine anno
| Classifica (1999) | Posizione |
| ----------------- | --------- |
| Stati Uniti       | 18        |
| Classifica (2000) | Posizione |
| Stati Uniti       | 50        |